# Шелюги
Ше́люги — село в Україні, в Мелітопольському районі Запорізької області. Входить до складу Якимівської селищної громади. Населення становить 1362 осіб. До 2017 орган місцевого самоврядування — Шелюгівська сільська рада.

## Географія
Село Шелюги розташоване між річкою Малий Утлюк і Молочним лиманом, за 3 км від села Охрімівка та за 20 км на південний схід від центру громади. Село перетинає автомобільна дорога Т 0820 Якимівка — Кирилівка. Паралельно їй через Шелюги проходить ділянка Каховського каналу, побудованого в 1980-х роках для зрошення полів.

## Історія
В околицях села Шелюги виявлено неолітичне поселення та кургани доби бронзи (IV, III — І тисячоліття до н. е.). Рештки поселення скіфо-сарматських часів (II—І ст. до н. е.) збереглись у західній частині села та біля Малої Тернівки.
Село було засноване в 1873 році вихідцями з Охрімівки.
7 (20) листопада 1917 року, відповідно до Третього Універсалу Української Центральної Ради, увійшло до складу Української Народної Республіки.
У 1930-х роках в селі був заснований колгосп імені Мічуріна. В роки застою колгосп ім. Мічуріна обробляв 3921 га сільськогосподарських угідь, спеціалізуючись на виробництві зерна, молока, садівництві та овочівництві.
У 1990-х роках колгосп імені Мічуріна розпався і був перетворений в кооператив. Колгоспне майно і земля були розпайовані. Розпаювання садів викликало численні суперечки і розгляди, що розтягнулися на 4 роки, а в 2005 році навіть призвели до перекриття протестуючими жителями Шелюг траси М18 Харків — Сімферополь.
У 2008 році було засновано «Шелюгівське лісництво».
12 червня 2020 року, відповідно до розпорядження Кабінету Міністрів України № 713-р «Про визначення адміністративних центрів та затвердження територій територіальних громад Запорізької області», увійшло до складу Якимівської селищної громади.
19 липня 2020 року, в результаті адміністративно-територіальної реформи та ліквідації Якимівського району, село увійшло до складу Мелітопольського району.
Село тимчасово окуповане російськими військами 24 лютого 2022 року.

## Населення

### Мова
Розподіл населення за рідною мовою за даними перепису 2001 року:
| Мова            | Кількість | Відсоток |
| --------------- | --------- | -------- |
| українська      | 1110      | 81.50%   |
| російська       | 244       | 17.91%   |
| вірменська      | 6         | 0.44%    |
| інші/не вказали | 2         | 0.15%    |
| Усього          | 1362      | 100%     |

## Пам'ятки
- Правий берег Молочного лиману

## Фотогалерея

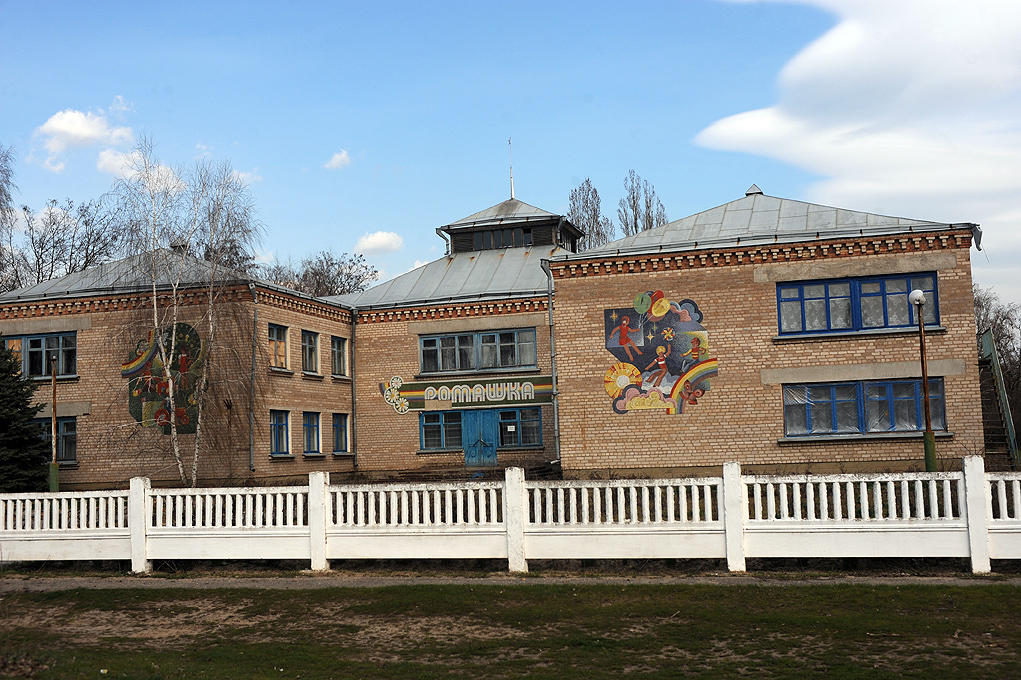
Дитячий садочок «Ромашка»
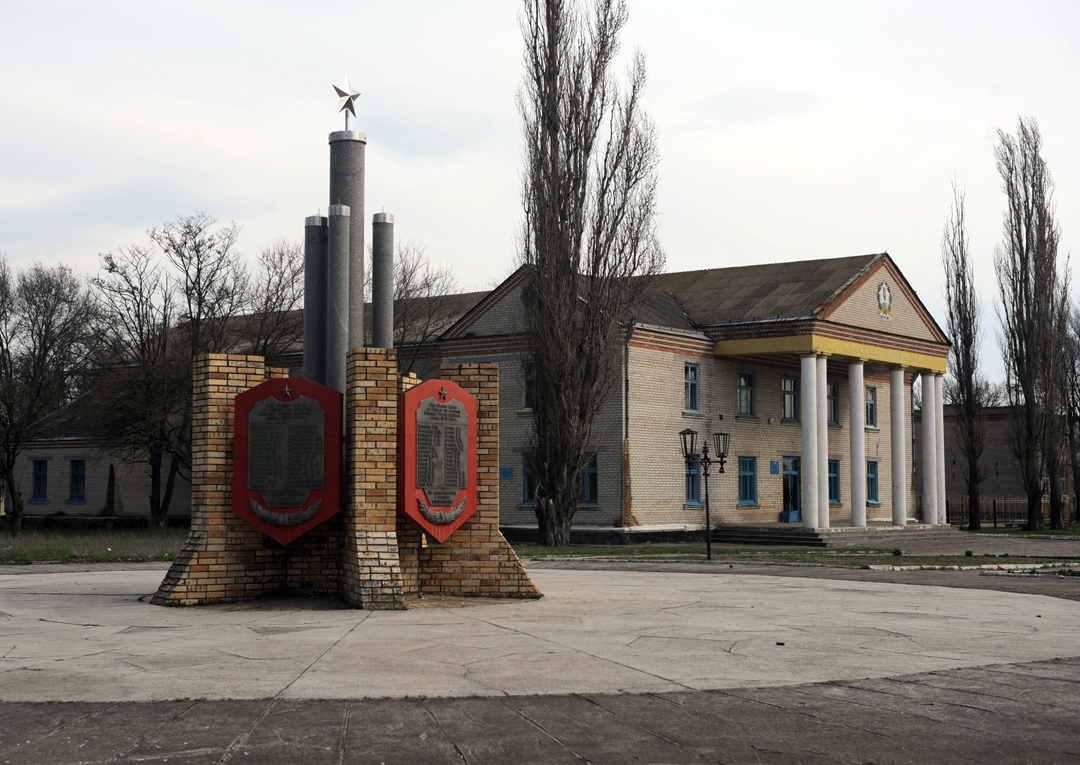
Пам'ятник загиблим воїнам-односельцям в центрі Шелюг
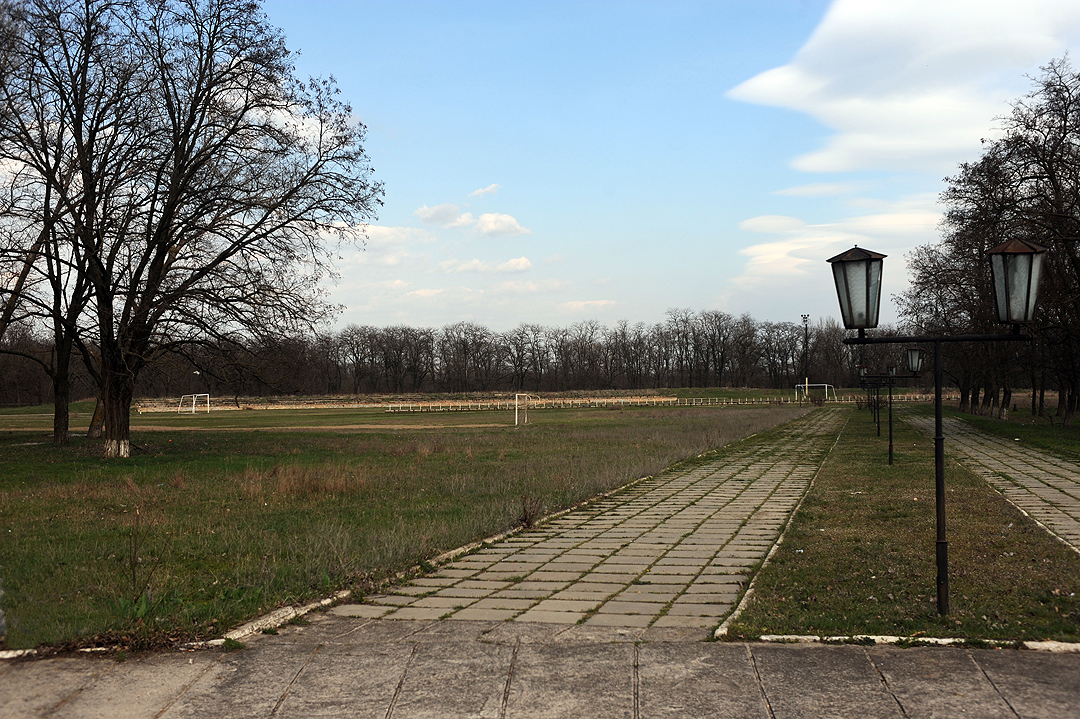
Сільський стадіон
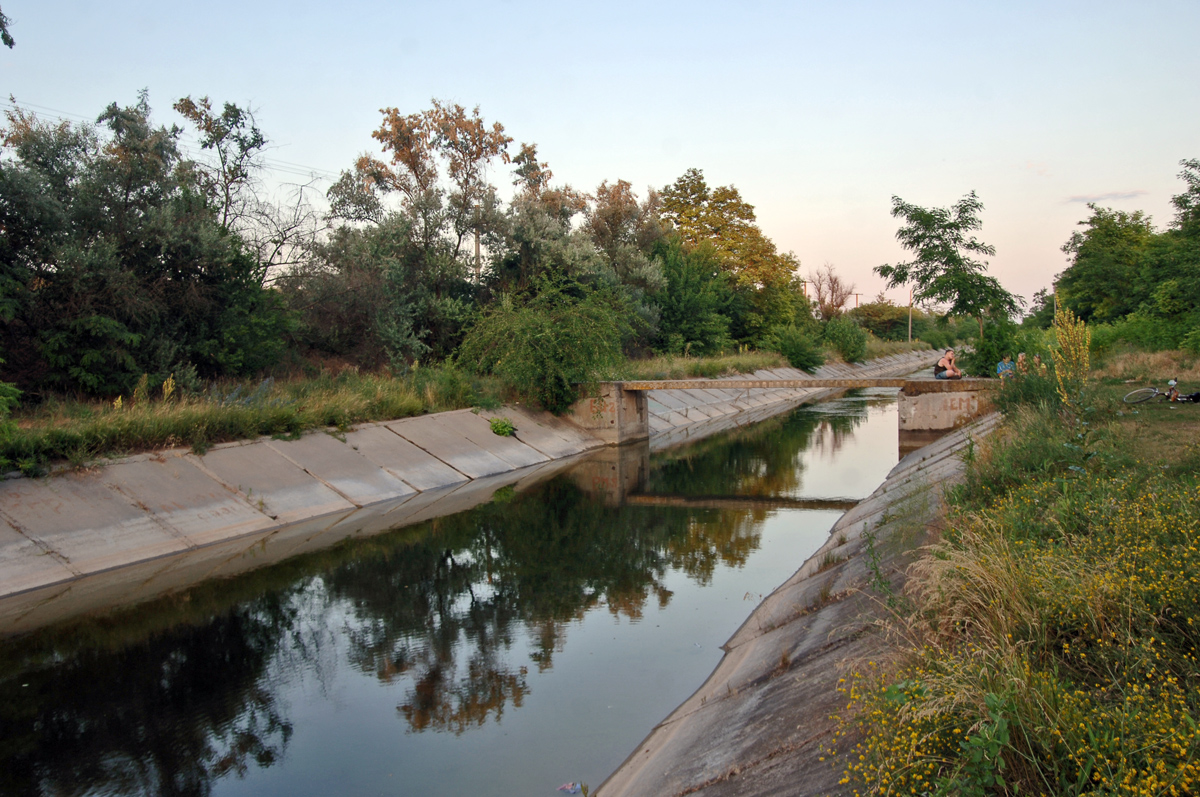
Зрошувальний канал
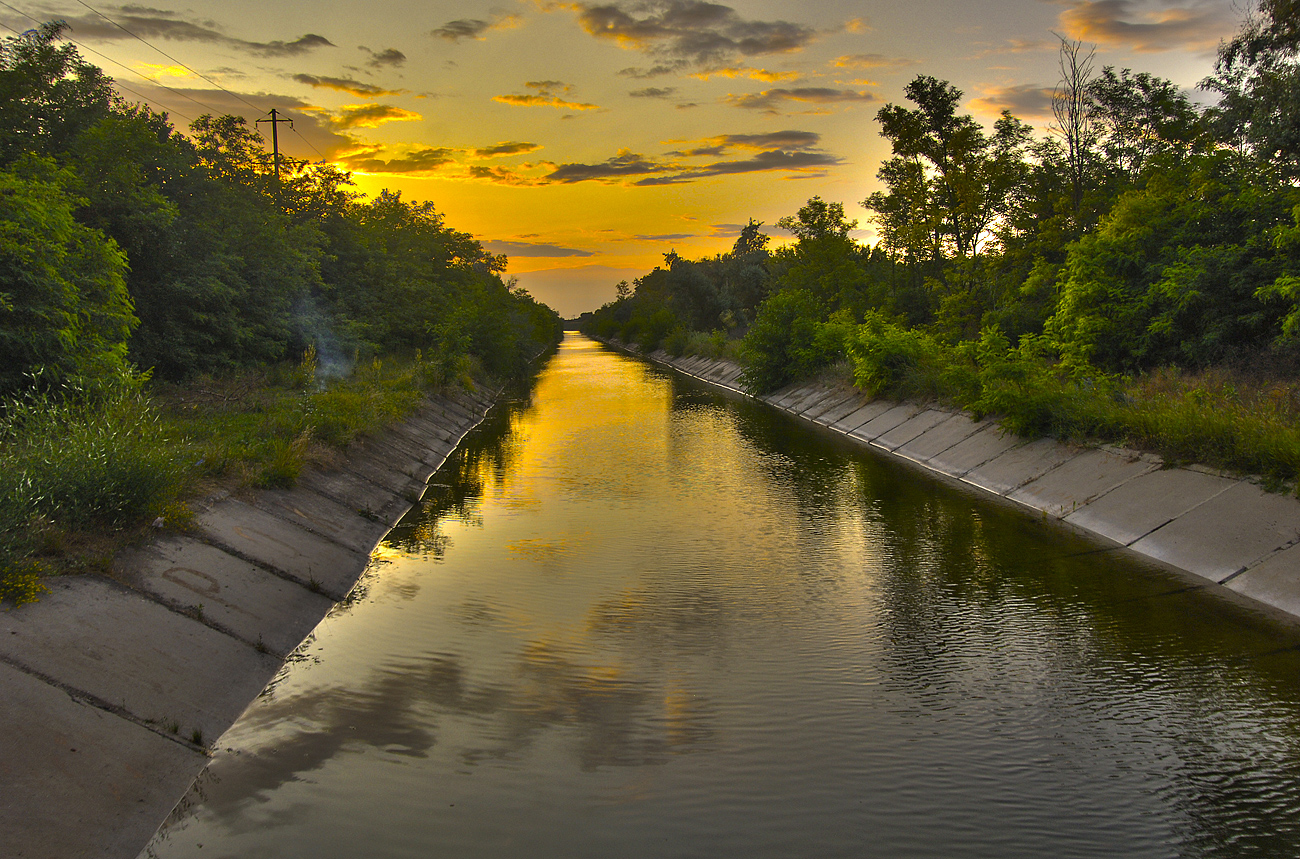
Захід над каналом
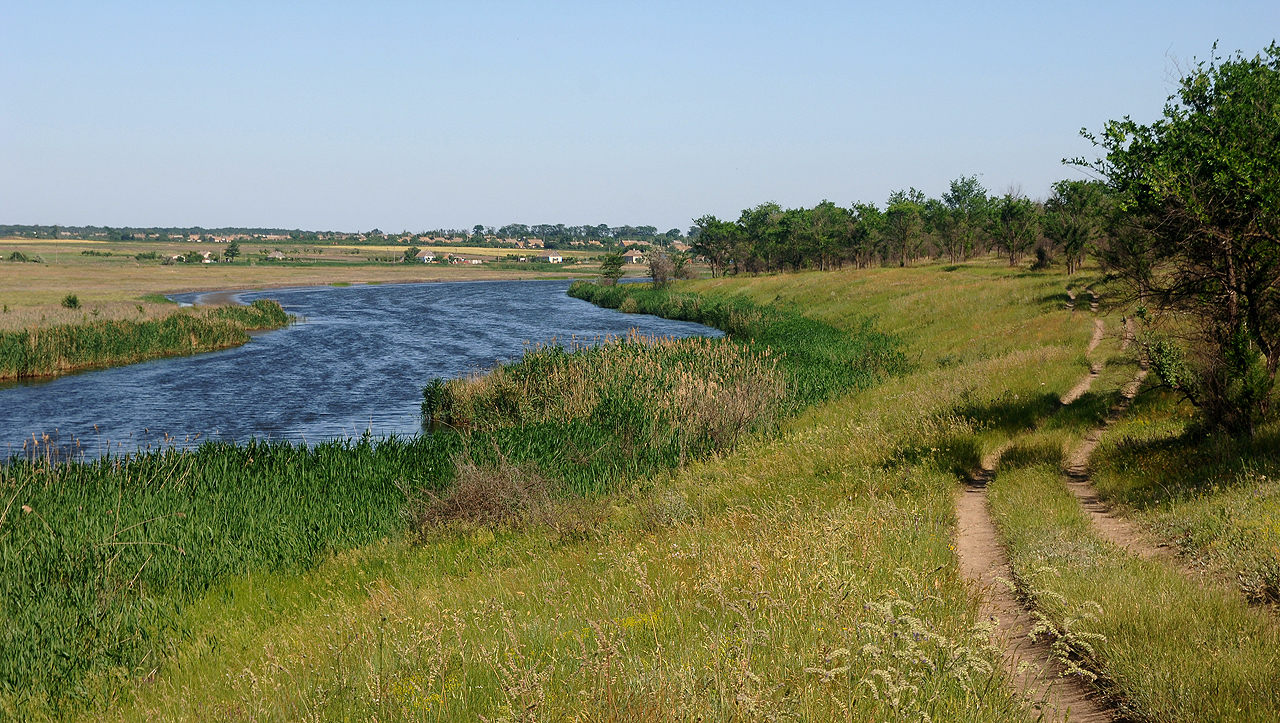
Вид на село з річки Малий Утлюк

## Постаті
- Лобов Дмитро Олексійович (1992—2014) — солдат Збройних сил України учасник російсько-української війни.